# Australia-Samoa Americane 31-0
L'incontro Australia - Samoa Americane 31-0, tenutosi l'11 aprile 2001, detiene il record per il massimo scarto mai registrato nel calcio internazionale.
L'incontro, valido per le qualificazioni al mondiale 2002, si svolse l'11 aprile 2001 all'International Sports Stadium di Coffs Harbour (Australia) davanti ad un pubblico di 3.000 spettatori e fu arbitrato dal tahitiano Ronan Leaustic.

## Premesse
L'Australia, all'epoca inserita nel girone oceaniano per le qualificazioni al mondiale 2002, era di gran lunga la migliore nazionale del continente; prima della partita, infatti, i Socceroos si trovavano al 48º posto nel ranking FIFA, mentre le Samoa Americane occupavano la 203ª ed ultima posizione di questa classifica.
Le Samoa Americane erano già state pesantemente sconfitte nei due precedenti incontri della fase a gruppi (0-13 contro le Isole Figi e 0-9 contro Samoa), mentre l'Australia si trovava al primo posto a pari merito con le Isole Figi ma con una differenza reti nettamente migliore (+22).
Per questo incontro il commissario tecnico australiano, Frank Farina, decise di schierare una formazione composta prevalentemente da calciatori di riserva (alcuni titolari erano in panchina, mentre altri non erano stati nemmeno convocati). La nazionale delle Samoa Americane era invece ostacolata da problemi di passaporto e, per questo motivo, poteva schierare soltanto uno dei venti titolari, il portiere Nicky Salapu; per di più la rosa non poteva includere calciatori Under-20 in quanto molti di essi erano impegnati con gli imminenti esami di maturità.

## Partita

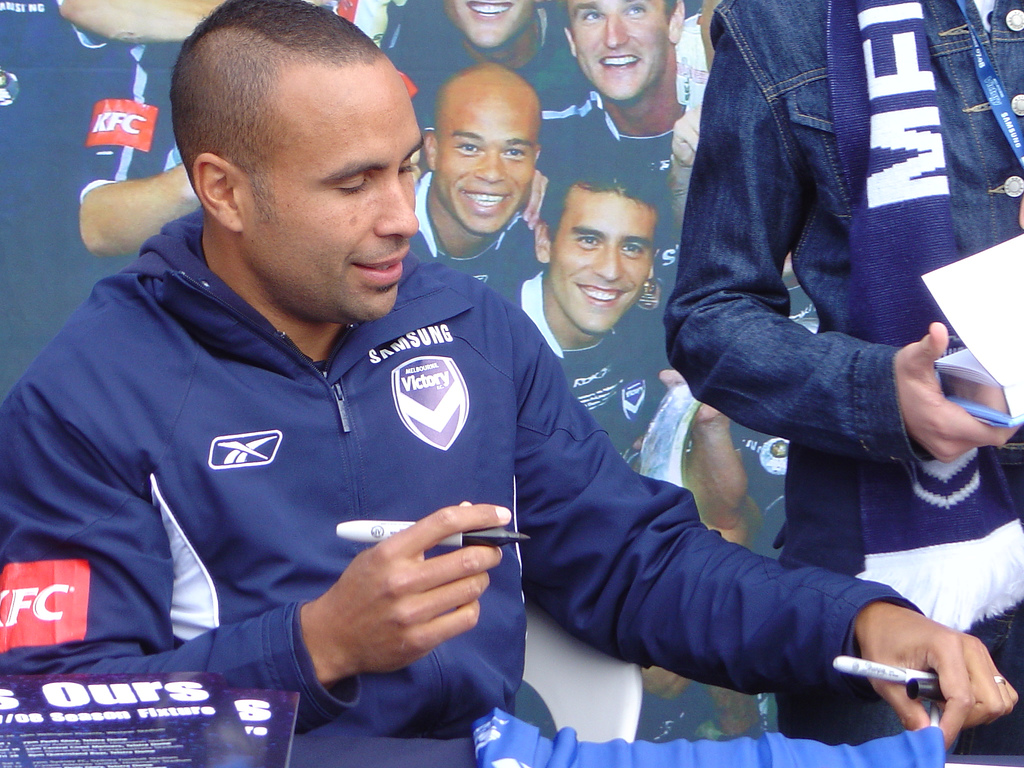
Archie Thompson realizzò 13 gol durante la partita.

### Cronaca
Le Samoa Americane riuscirono a contenere l'Australia fino al decimo minuto di gioco, quando il centrocampista Con Boutsianis siglò il primo gol della partita; seguirono otto reti di Archie Thompson, quattro di David Zdrilić, due di Tony Popović ed una di Aurelio Vidmar, per un totale di 16-0 alla fine del primo tempo. Nella ripresa Boutsianis aprì nuovamente le marcature con una doppietta, seguito da altri cinque gol di Thompson, quattro di Zdrilić, due di Colosimo ed uno ciascuno per Vidmar e De Amicis. La partita terminò con il clamoroso punteggio di 31-0.
L'attaccante Archie Thompson, autore di tredici gol, scrisse il proprio nome nel Guinness dei primati per il maggior numero di reti segnate da un singolo calciatore in una partita ufficiale; questo record fu poi battuto nel 2007 dal cipriota Panagiōtīs Pontikos, che realizzò sedici gol nella gara tra Olympos Xylophagou e S.E.K. terminata con il punteggio di 24-3 in favore dei padroni di casa.

### Tabellino
| Arbitro: | Leaustic |

| |            | |
| Boutsianis 10’, 50’, 84’ Thompson 12’, 23’, 27’, 29’, 32’, 37’, 42’, 45’, 56’, 60’, 65’, 85’, 88’ Zdrilić 13’, 21’, 25’, 33’, 58’, 66’, 78’, 89’ A. Vidmar 14’, 80’ Popović 17’, 19’ Colosimo 51’, 81’ De Amicis 55’                        | Marcatori  | |
| · Petkovic · Muscat · Moore · 45’ Popović · 45’ T. Vidmar · A. Vidmar · Zdrilić · Horvat · Boutsianis · Colosimo · Thompson · A disposizione: · Foxe · Chipperfield · Aloisi · Corica · 45’ De Amicis · Wilson · 45’ Miller · Bolton · Mori | Formazioni | · Salapu · Leututu 50’ · Falimaua · Fatu · Faaloua · Sinapati · Mulipola · Feagiai · Falaniko 84’ · Savea · Im Min · A disposizione: · Silao · Maina · Ioane 84’ · Mariko 50’ |
| Farina | Allenatori | Lui |

## Critiche
Già al termine della partita in cui Tonga era stata surclassata dall'Australia per 22-0, il commissario tecnico australiano, Frank Farina, aveva espresso il proprio disappunto, nonostante il record ottenuto.
(Frank Farina, 9 aprile 2001)
Prima del match contro le Samoa Americane vennero sollevate alcune critiche riguardanti i componenti della formazione samoana, dato che la FIFA aveva obbligato la nazionale a convocare giocatori esclusivamente cittadini degli Stati Uniti, essendo il piccolo stato insulare territorio americano non incorporato ed esistendo già le Samoa indipendenti; questa situazione costrinse il commissario tecnico Tunoa Lui a far giocare anche degli adolescenti.
(Tunoa Lui, 10 aprile 2001)
Dopo la gara tra Australia e Samoa Americane, Frank Farina accusò la federazione oceaniana (OFC) di organizzare partite senza senso, ma le sue lamentele furono respinte dal presidente Basil Scarsella.

## Conseguenze
L'Australia terminò il girone di qualificazione da capolista solitaria con dodici punti ed una differenza reti di +66; la squadra di Frank Farina vinse poi il play-off contro la prima classificata dell'altro raggruppamento, la Nuova Zelanda, ma non riuscì ad ottenere l'accesso al mondiale 2002 a causa della sconfitta nello spareggio contro l'Uruguay. Le Samoa Americane, invece, terminarono il girone di qualificazione all'ultimo posto con nessun punto ed una differenza reti di -57.
Il 13 marzo 2005, dopo molte pressioni da parte dei tifosi e delle istituzioni, venne espressa da John O'Neill la richiesta dell'affiliazione dell'Australia alla confederazione asiatica (AFC), con conseguente abbandono di quella oceaniana (OFC); la nazionale dei Socceroos si riteneva infatti relegata ad un ruolo marginale del calcio mondiale poiché costretta a giocare incontri molto al di sotto del proprio livello. Dopo aver confermato la volontà di entrambe le parti, la FIFA ratificò la domanda di spostamento e, a partire dal 1º gennaio 2006, l'Australia entrò ufficialmente a far parte dell'AFC.

## Nella cultura di massa
L'episodio di questa sconfitta record è il preambolo narrativo del film Chi segna vince di Taika Waititi.